# Warsheikh
Warsheikh (somaleză Warsheekh, arabă وأرشيخ) este un oraș din Somalia.